# 沙漠之花 (2009年电影)
《沙漠之花》，（英語：Desert Flower）是一部2009年所上映的德国传记片，根据索马里模特华莉丝·迪里的传记改编，由德裔美国人雪瑞·霍尔曼导演，埃塞俄比亚超模利亚·凯贝德主演。讲述了一位从小被割礼的索马里女性，辗转到达欧洲，成长为一名模特和人权活动家的故事。

## 角色
- 莉雅·琦比德 飾 华莉丝·迪里
- 莎莉·霍金斯 飾 Marylin
- 克雷格·帕金森（英语：Craig Parkinson） 飾 Neil
- 梅拉·沙爾（英语：Meera Syal） 飾 Pushpa Patel
- 安东尼·麦凯 飾 Harold Jackson
- 茱麗葉·史蒂芬森（英语：Juliet Stevenson） 飾 Lucinda
- 蒂莫西·斯波 飾 Terry Donaldson
- Soraya Omar-Scego 飾 Waris aged 12
- 泰瑞莎・邱凱（英语：Teresa Churcher）  飾 Nurse Anne
- Eckart Friz  飾 Spike
- 普尚特·普拉巴卡爾（英语：Prashant Prabhakar）  飾 Kami
- Anna Hilgedieck  飾 Tilda
- Matt Kaufman  飾 Burger Bar Manager
- 艾瑪·凱（英语：Emma Kay）  飾 Immigration officer
- Elli  飾 European Man
- Nick Raio  飾 Truck Driver
- Robert Robalino 飾 Cafe owner
- Chris Wilson 飾 Embassy Official
- Safa Idriss Nour  飾 Little Waris